# Mary Goes Round
Pour les articles homonymes, voir Mary Goes Round (groupe).
Mary Goes Round est un film dramatique canadien réalisé par Molly McGlynn. Il est diffusé dans la section découverte du Festival international du film de Toronto 2017.

## Accueil
L'agrégateur Rotten Tomatoes attribue au film une moyenne générale de 86 % basée sur six critiques.